# The Best of Pete Townshend
The Best of Pete Townshend - Coolwalkingsmoothtalkingstraightsmokingfirestoking es un álbum recopilatorio del músico británico Pete Townshend, publicado por el sello Atlantic Records en abril de 1996.

## Lista de canciones
Todas las canciones escritas y compuestas por Pete Townshend excepto donde se anota. 
| N.º | Título                                    | Escritor(es)                            | Duración |  |
| 1.  | «Rough Boys»                              |                                         |          |  |
| 2.  | «Let My Love Open the Door»               |                                         |          |  |
| 3.  | «Misunderstood»                           |                                         |          |  |
| 4.  | «Give Blood»                              |                                         |          |  |
| 5.  | «A Friend Is a Friend»                    |                                         |          |  |
| 6.  | «Sheraton Gibson»                         |                                         |          |  |
| 7.  | «English Boy»                             |                                         |          |  |
| 8.  | «Street in the City»                      |                                         |          |  |
| 9.  | «Pure and Easy»                           |                                         |          |  |
| 10. | «Slit Skirts»                             |                                         |          |  |
| 11. | «The Sea Refuses No River»                |                                         |          |  |
| 12. | «A Little Is Enough»                      |                                         |          |  |
| 13. | «Face the Face»                           |                                         |          |  |
| 14. | «Uneasy Street»                           | Jon Lind, Billy Nichols, Pete Townshend |          |  |
| 15. | «Let My Love Open the Door» (E. Cola Mix) |                                         |          |  |